# Leontyne Priceová
Mary Violet Leontyne Priceová, nepřechýleně Leontyne Price (* 10. února 1927, Laurel) je americká operní pěvkyně, sopranistka. Byla první Afroameričankou, která působila jako stálá členka souboru Metropolitní opery v New Yorku. Její lyrický soprán se uplatnil především v dílech Giuseppe Verdiho, Giacoma Pucciniho a Wolfganga Amadea Mozarta. Roku 1964 byla vyznamenána Prezidentskou medailí svobody. Získala 19 cen Grammy a roku 1989 jí byla navíc udělena Grammy za celoživotní dílo. Roku 1983 získala cenu Emmy. Vystudovala Juilliard School v New Yorku. Operní kariéru ukončila roku 1985, avšak i poté koncertovala, až do roku 1997.
V roce 1962 byla zvolena členkou American Academy of Arts and Sciences.

## Nahrávky
- 1970 Giuseppe Verdi: Aida, hlavní role: Leontyne Price, Plácido Domingo, Sherrill Milnes, Grace Bumbry, Ruggero Raimondi, Hans Sotin, dirigent: Erich Leinsdorf, London Symphony Orchestra, sbor John Alldis Choir, vydavatelství RCA Records[2]